# Stakkels Meta
Stakkels Meta è un cortometraggio muto del 1916 diretto da Martinius Nielsen.

## Produzione
Il film fu prodotto dalla Nordisk Film Kompagni.

## Distribuzione
In Danimarca, il film fu distribuito dalla Fotorama che lo presentò in prima al Panoptikon di Copenaghen il 10 settembre 1916.